# Someone
 (avril 2013).
Si vous disposez d'ouvrages ou d'articles de référence ou si vous connaissez des sites web de qualité traitant du thème abordé ici, merci de compléter l'article en donnant les références utiles à sa vérifiabilité et en les liant à la section « Notes et références ».
Someone est un groupe rock québécois originaire de Montréal formé au cours de l’automne 1966 et actif jusqu'en 1971,

## Histoire du groupe
Le groupe est composé à l’origine de Gilles Valiquette (chant, harmonica, flûte traversière et guitare solo), de Normann Langlois à la batterie, de Michel Turcot (chant et guitare rythmique) et de Pierre Cyr à la basse. Viendra se greffer à la formation à l’automne 1967 Jacques Pilon aux claviers.
Ils adoptent d’abord le nom de Someone Electric Band, mais abandonneront rapidement cette appellation pour conserver que Someone, un nom plus accrocheur et plus adapté à  la tendance du moment où des groupes britanniques comme les Who, Small Faces, Them et les Animals s’imposent sur la scène internationale.
Au cours de cette période, ils se produisent dans différents festivals et salles de danse du Québec en plus de faire un passage remarqué au pavillon de la Jeunesse de l’Expo à l'été 1968,spectacle qui avait eu lieu sur le toit du pavillon avec écrans multiples d'effets visuels ,scénographie de Robert Lesco , soirée mémorable que la foule avait appréciée grandement. Peu de temps après, Jacques Pilon, Michel Turcot et Pierre Cyr décident de quitter la formation. Seul Pierre Cyr sera remplacé par Yves (Dave) Poirier à la basse.
Les Someone deviennent un trio. Ils interprètent en spectacle des pièces qui ne tournent pas nécessairement à la radio, mais qui sont contenues sur les albums de groupes issus de l’invasion rock britannique. Avec le temps cette musique sera qualifiée de parallèle (Undergrond).
En plus de participer au 10e Starovan organisé par le poste de radio montréalais CJMS, ils deviennent des habitués du théâtre Laurier de Montréal où ils se produisent à plusieurs reprises, entre autres avec Robert Charlebois, Les Haunted et le groupe Triangle. Ils feront partie de ce que certains ont appelé la merveilleuse époque des groupes québécois des années '60.
Le 27 décembre 1968, le groupe enregistre au studio Stéreo Sounds de Montréal son premier 45 tours sur étiquette Visa. Il est produit par Ronald Grenier, ex-chanteur du groupe les Habits jaunes qui s’était fait connaitre avec leur version à succès de Miss Boney Maronie. Le groupe enregistre deux compositions de Gilles Valiquette, Chante et danse avec moi sur la face A et Il est encore temps sur le côté B interprété par un ami roadie du nom de Gilbert Desjardins.
Le groupe eut l’occasion d’enregistrer un deuxième 45 tours au printemps 1970, deux autres compositions de leur guitariste soliste ayant pour titre Le Magicien et Selon la Bible. Sur cette dernière, Gilles y joue de la flûte traversière, instrument qu’il avait appris à maitriser lors de sa formation à l’école de musique Ste Croix (aujourd’hui école de Musique de Saint-Laurent). Cette fois le disque est produit sur étiquette Canama fondée par Michel Cordy, un agent de promotion du distributeur Musimart qui avait le vent dans les voiles à la suite du succès commercial du groupe américain Creedence Clearwater Revival (CCR) sur étiquette Fantasy.
Il y eut deux séances d’enregistrement, la première eut lieu au Studio Six, un studio récemment installé à Montréal, et la seconde au nouveau grand studio A de RCA, rue de la Gauchetière, qui jouissait d’une certaine notoriété et qui offrait des équipements d’enregistrement huit pistes ce qui était relativement rare à l’époque.
Même si le succès commercial n’est pas au rendez-vous au niveau de la vente de disques, les Someone s’en sont tout de même servi comme carte de visite et ont ainsi réussi à multiplier le nombre de leurs spectacles aux quatre coins de la province[réf. nécessaire] en plus de faire quelques apparitions télés[réf. nécessaire].
Le trio se dissout finalement à l’été 1971 alors que Normann, le batteur du groupe, décide d’abandonner le monde musical pour entreprendre une carrière au sein du service de police de la ville de Montréal. Après plus de 31 ans de service, il prit sa retraite en 2002 après avoir œuvré principalement dans le domaine des enquêtes et avoir atteint le grade d’inspecteur-chef.
À la dissolution du groupe, Gilles Valiquette quant à lui entreprendra avec succès une carrière solo d’auteur-compositeur-interprète. Il compte aujourd’hui quatorze albums à son actif et une quantité impressionnante de succès en plus d’avoir fait la réalisation de nombreux albums d’artistes de renom.
Grand défenseur des droits d’auteurs, il siège au conseil d’administration de la Société Canadienne des auteurs, compositeurs et éditeurs de musique (SOCAN) qu’il a présidé de 1998 à 2003, en plus d’être actuellement président de la Fondation MaxFACT, organisme qui subventionne la réalisation de vidéoclip d’interprètes canadiens. Il continue à se produire régulièrement sur les scènes du Québec.
Quant au troisième membre du trio, Yves (Dave) Poirier, qui se destinait à l'enseignement, on ignore ce qu’il est devenu.